# Gymnopapuaia multisetosa
Gymnopapuaia multisetosa är en tvåvingeart som beskrevs av John Richard Vockeroth 1972. Gymnopapuaia multisetosa ingår i släktet Gymnopapuaia och familjen husflugor. Inga underarter finns listade i Catalogue of Life.